# Майкл (ураган)
Ураган Майкл (англ. Hurricane Michael) — потужний атлантичний тропічний циклон 5-ї категорії з найнижчим атмосферним тиском у 919 мбар (гПа). Це третій за потужністю ураган після «Дня праці» (1935) та Каміли (1969).
Тринадцятий за іменем шторм, сьомий ураган, і другий потужний ураган у сезоні атлантичних ураганів 2018 року. Майкл сформувався в широкій зоні низького тиску західної частини Карибського моря. 7 жовтня відхилився на північ, а 8 жовтня посилився біля західного узбережжя Куби. 9 жовтня був класифікований як ураган 4-ї категорії за шкалою Саффіра-Сімпсона. Наближаючись до Флориди, Майкл досяг піку швидкості вітрів у 250 км/год та 10 жовтня вийшов на суходіл біля Мехіко-Біч, штат Флорида. Рухаючись сушею шторм ослаб та змінив напрямок на північно-східний, у бік Чесапікської затоки.
Станом на січень 2019 року, ураган забрав життя в 72 осіб: 15 — у Центральній Америці, 57 — у США. За оцінками циклон завдав збитків на 25,1 млрд доларів США.

## Метеорологічна історія
На початку 2 жовтня, НХК проводив моніторинг широкої області низького тиску, сформованого на південному заході Карибського моря. Спочатку сильні вітри верхнього рівня гальмували розвиток циклону, однак стан поступово погіршувався, оскільки він рухався на північ, а потім на схід до півострова Юкатан. 6 жовтня сформувалась глибока конвекція, яка не мала чітко вираженої циркуляції. Однак шторм уже представляв наземну загрозу для жителів півострову Юкатан та Куби й того ж дня, о 21:00 UTC, НХК повідомив про 14-й потенційний тропічний циклон. Станом на ранок 7 жовтня, радіолокаційні дані з Белізу показали закритий центр циркуляції, а супутникові дані — організовану конвективну структуру для класифікації системи як тропічна депресія. Того ж дня, о 16:55 UTC, недавно сформований тропічний циклон швидко змінився на тропічний шторм Майкл. Дані з літака-розвідника показали, що сформована система блукала до того як її центр перемістився ближче до центру глибокої конвекції. Попри помірний вертикальний зсув вітру, Майкл швидко посилився та 8 жовтня перетворився на тропічний шторм високого класу, а структура хмар стала більш організованою. У той же день прискорилася інтенсифікація і Майкл переріс в ураган.
Активна інтенсифікація тривала упродовж дня, а свого піку Майкл досяг того ж дня, о 18:00 UTC, та був класифікований як ураган 4 категорії з тривалими вітрами та максимальною їх швидкістю у 250 км/год і мінімальним центральним тиском у 919 мбар, перед тим як вийти на суходіл біля Мехіко-Біч, штат Флорида, ставши третім за тиском найінтенсивнішим атлантичним ураганом у США.
На суші Майкл швидко послабшав, око циклону почало швидко розсіюватися й упродовж 12 годин від виходу на сушу перетворився на тропічний шторм. Проте Майкл досяг штату Джорджія як ураган 3-ї категорії. 11 жовтня, над штатом Північна Кароліна, внутрішнє ядро шторму почало руйнуватися. Пізніше того ж дня Майкл почав проявляти ознаки формування позатропічного циклону, оскільки він прискорювався на схід та північний схід до Середньоатлантичних штатів, з холоднішим повітрям. 12 жовтня, через баротропні процеси, Майкл почав стискатися, а вже о 09:00 UTC завершив позатропічний перехід, коли шторм увійшов у фронтальну зону та прискорився на схід, зі частковим посиленням до 14 жовтня. 15 жовтня залишок циклону підійшов до Піренейського півострова та різко повернув на південний схід, приземлившись біля Португалії вранці 16 жовтня. Того ж дня швидко розпався.

Радіолокаційна петля урагану Майкл у штаті Флорида (10 жовтня).
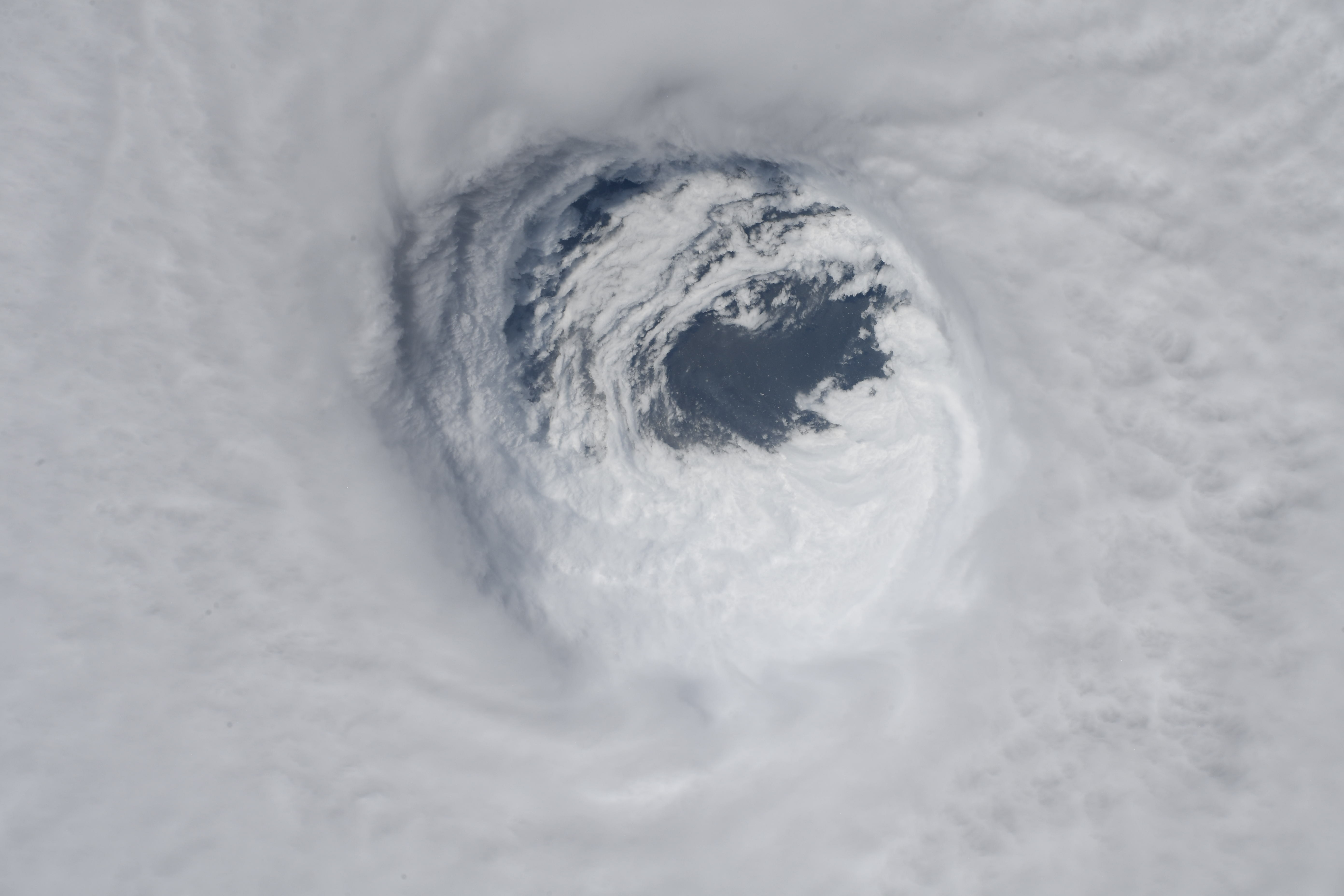
Супутникові дані щодо урагану (9 жовтня).
- Око циклону (9 жовтня).
Графік тиску, швидкості вітру та шторму по днях.

## Підготовка

### Куба
Приблизно 300 осіб були евакуйовані на західному узбережжі Куби.

### США

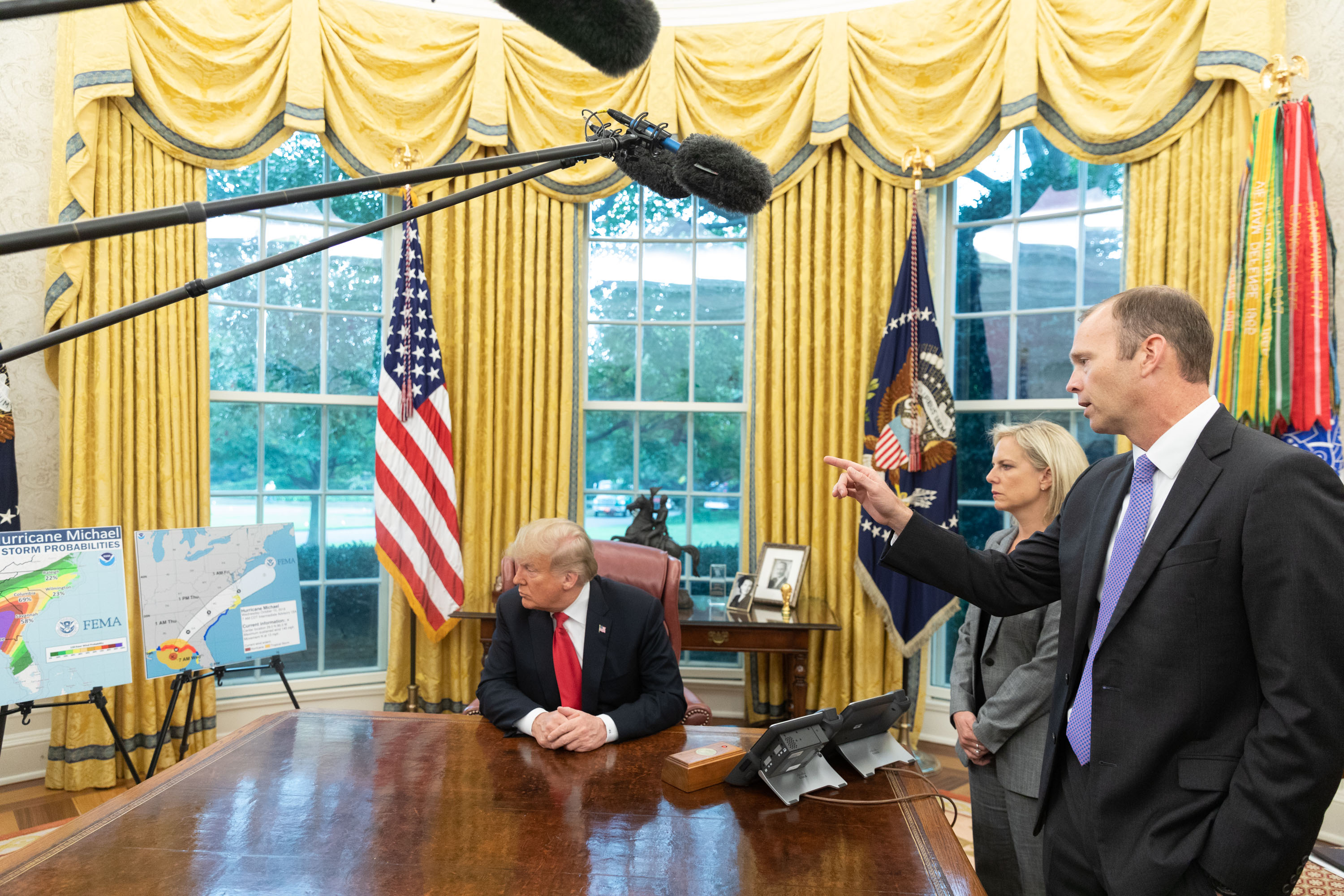
Президент Дональд Трамп проводить брифінг в Овальному кабінеті щодо урагану Майкл.

7 жовтня губернатор Рік Скотт повідомив, що у разі необхідності буде оголошено надзвичайний стан у Флориді та порадив жителям бути готовими до шторму. У цей же день було оголошено надзвичайний стан у 26 округах, а 8 жовтня додатково ще у 9 округах. Губернатор Скотт також попросив президента Дональда Трампа оголосити про надзвичайний стан у 35 округах, що було схвалено 9 жовтня. Чиновники в округах Бей, Галф, і Вакулла повідомили 8 жовтня про евакуацію жителів, що живуть недалеко від узбережжя в мобільних будинках або в інших слабозахищених житлах. Головний кампус Університет штату Флорида в Таллахассі та кампус-філія в Панама-Сіті були закриті 9—12 жовтня, а заняття відновилися лише 15 жовтня. Florida A&M University й громадський коледж Таллахассі закрили кілька кампусів до 14 жовтня. Державні школи були закриті у 26 округах, переважно в західній та південно-західній Флориді. 8 жовтня було оголошено штормове попередження для узбережжя Мексиканської затоки.
Губернатор штату Джорджія Натан Діл 9 жовтня оголосив про надзвичайний стан для 92 округів південної та центральної частини штату. Кілька коледжів і університетів південної Джорджії були закриті на декілька днів. Було закликано до евакуації близько 375 000 осіб, коли швидкість урагану виросла до 240 км/год, а штормові хвилі зросли до 4-5 метрів у висоту.

## Наслідки

### Центральної Америки
У зв'язку з непередбачуваними відхиленнями, ураган Майкл спричинив серйозні паводки по усій центральній Америці. У результаті стихійного стиха загинуло 15 осіб: вісім у Гондурас, чотири в Нікарагуа та три в Сальвадорі. Близько 2000 будівель у Нікарагуа були пошкоджені та 1115 осіб було евакуйовано. У Сальвадорі в загальному пошкоджено 253 будівель, у Гондурасі — 180. Загалом матеріально постраждали понад 22 700 осіб у всіх трьох країнах.

### Куба
Через шторм близько 300 осіб евакуйовано в західній Кубі. Близько 70 % території острова Хувентуд знеструмлені, сильні вітри залишили 200 651 особу без електрики в провінції Пінар-дель-Ріо. Чиновники відправили 500 осіб для відновлення роботи електропередач.

### США
| Країна    | Смертей |
| --------- | ------- |
| Гондурас  | 8       |
| Нікарагуа | 4       |
| Сальвадор | 3       |
| США       | 57      |
| Усього    | 72      |

За даними Інституту електрики імені Едісона, в один момент 1,2 млн користувачів залишились без електроенергії в декількох штатах східного та південного узбережжя.
| №                                           | Назва              | Сезон | Тиск           |
| ------------------------------------------- | ------------------ | ----- | -------------- |
| 1                                           | «День Праці»       | 1935  | 892 мбар (гПа) |
| 2                                           | Камілла            | 1969  | 900 мбар (гПа) |
| 3                                           | Майкл              | 2018  | 919 мбар (гПа) |
| 4                                           | Катріна            | 2005  | 920 мбар (гПа) |
| 4                                           | Марія              | 2017  | 920 мбар (гПа) |
| 6                                           | Ендрю              | 1992  | 922 мбар (гПа) |
| 7                                           | «Індіанола»        | 1886  | 925 мбар (гПа) |
| 8                                           | «Гуам»             | 1900  | 926 мбар (гПа) |
| 9                                           | «Флоридські ключі» | 1919  | 927 мбар (гПа) |
| 10                                          | «Окічобі»          | 1928  | 929 мбар (гПа) |
| Джерело: HURDAT Hurricane Research Division |                    |       |                |

#### Флорида
10 жовтня о 12:15 CDT (21:15 UTC+3) Майкл вийшов на сушу як ураган 4-ї категорії у Мехіко-Біч. На авіабазі Тиндалл зареєстровано швидкість вітру до 224 км/год. Ураган практично повністю знищив авіаційну базу військово-повітряних сил США, пошкодивши покрівлю практично кожної споруди, злітно-посадкову смугу та 17 реактивних літаків F-22 вартістю в 5,8 млрд $. Ураганні вітри також були зареєстровані в Апалачикола, Панама-Сіті, Порт-Сент-Джо, на острові Сент-Джордж та біля Муниципального аеропорту Маріанна. Стихійне лихо призвело до штормових хвиль уздовж узбережжя та проливних дощів. В Апалачикола були зафіксовані хвилі заввишки до 3 м, у Скоттс Феррі кількість опадів досягала відмітки в 128 мм.
У Мехіко-Біч багато будинків були пошкоджені чи повністю знищені штормовими хвилями, а кілька покрівель були зметені вітром аж до U.S. Route 98. Національна гвардія врятувала близько 20 осіб. Проте за оцінками залишилось аж 285 жителі невеликого містечка. У зв'язку з нагромадженням уламків на автомагістралі Interstate 10 було перервано рух протяжністю в 130 км, на відрізку між озером Семоноли та Таллахассі. У Чаттахучі Державна лікарня штату Флорида була ізольована та отримувала допомогу вертольотом. У окрузі Гадсден померло чотири особи. У Таллахассі ураган повалив усюди дерева та знеструмив близько 110 000 споруд. Близько 3 млн гектарів деревини було пошкоджено або знищено в штаті, вартість яких оцінюється в 1,3 млрд $, а страхові втрати склали близько 1,25 млрд $.
Біля Панама-Сіті сильні вітри та шторм вивели з ладу практично усе радіо- і телемовлення. Було завдано збитків WJHG-TV (7 канал) і WECP-LD (18 канал), що належать Gray Television, а також декілька радіостанцій.

#### Джорджія
У Дональсонвілль пориви вітру досягали 185 км/год. Тропічні штормові вітри також зафіксовані на північ від Атенс і Атланти. Понад 400 000 жителів штату залишилися без електроенергії. Приблизно 127 доріг були заблоковані поваленими деревами та уламками. В Олбані швидкість вітру сягала 118 км/год, 24 270 жителів залишились без електрики, повалені дерева зруйнували декілька будинків та заблокували близько 100 перехресть. Сильні вітри зривали покрівлю з будинків і вибили скло в конференц-центрі. Ураган в окрузі Кроуфорд пошкодив сім будинків. 11-річна дівчинка в окрузі Семінол померла від падіння на її дім дерева. Ще одне впало на машину в Стейтсвіль, убивши водія.
Сільське господарство у штаті зазнало значних утрат і, станом на 18 жовтня, збитки становили 2,38—2,89 млрд $. Лісове господарство зазнало втрат на 1 млрд $, було знищено близько 1 млн акрів із деревами та плантації пекана. Уся культура округу Семінол була втрачена, а у Декейтер лише на 85 %. Передбачений рекордний урожай бавовняної культури був знищений, а збитки оцінені в 300—800 млн $, овочів — в 480 млн $. Понад 600 млн курей загинули під час урагану, а втрати склали близько 25 млн $. Страхові втрати оцінюють у 250 млн $.

## Рекорди
З вітрами швидкістю у 250 км/год і центральним тиском у 919 мбар при виході на сушу, Майкл став найінтенсивнішим ураганом у США після урагану Камілла (900 мбар) 1969 року, і найпотужнішим після урагану Ендрю (270 км/год) 1992 року. Разом з ураганом Марія 2017 року та тайфуном 1900 року, Майкл став шостим найсильнішим тропічним циклоном, що вплинув на США (включаючи заморські території), і четвертим на американському материку. Крім цього, Майкл є другим найінтенсивнішим ураганом у Флориді після урагану «День праці» 1935 року, і третій найпотужніший після урагану 1935 року та Ендрю.
Майкл найінтенсивніший зафіксований ураган, що стався в жовтні в Північній Атлантиці (включаючи Мексиканську затоку і Карибське море), і одним із двох ураганів 4-ї категорії у Флориді в жовтні, іншим був ураган Кінг 1950 року. Також Майкл перший зафіксований ураган 4-ї категорії в північній та північно-західній Флориді, оскільки записи починаються від 1851 року.
Перемістившись до південно-західної Джорджії, Майкл послабшав до урагану 3 категорії з вітрами 185 км/год, ставши першим штормом, що вплинув на штат як найбільший ураган з 1898 року.
Через надзвичайну шкоду та загибель людей, які шторм спричинив на своєму шляху, зокрема у Флоридському озері та на південному заході Джорджії, Всесвітня метеорологічна організація виключила ім’я Майкл зі своїх змінних списків імен у березні 2019 року, і воно більше ніколи не використовуватиметься в Атлантиці. У сезоні 2024 року його замінив «Мілтон».